# Strasburg (Ohio)
Strasburg – wieś w Stanach Zjednoczonych, w stanie Ohio, w hrabstwie Tuscarawas.